# St. Barbara (Kochendorf)

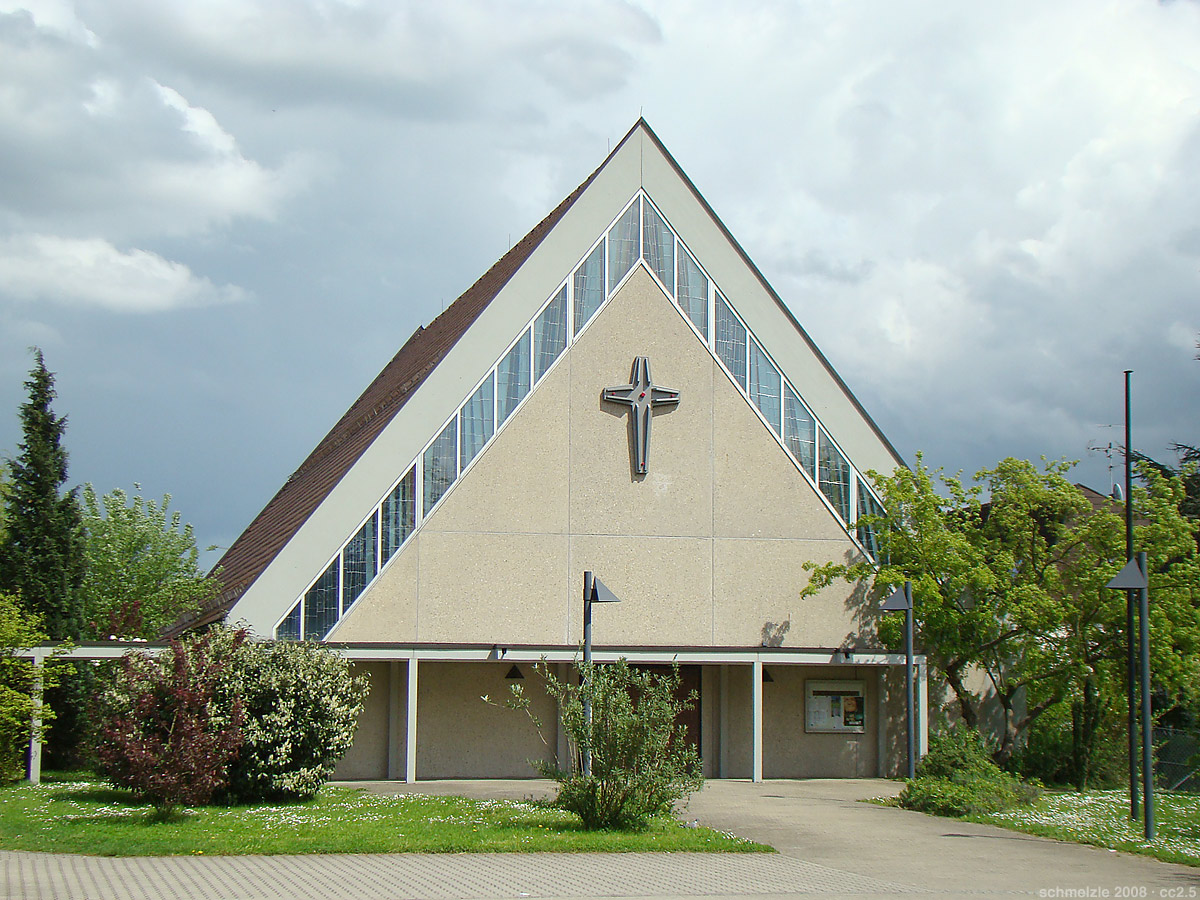
St. Barbara in Bad Friedrichshall

Die römisch-katholische Kirche St. Barbara in Bad Friedrichshall im Landkreis Heilbronn ist die Pfarrkirche der katholischen Kirchengemeinde Bad Friedrichshalls, wird aber auch von der evangelischen Kirchengemeinde genutzt.

## Lage
Die Pfarrkirche St. Barbara befindet sich im Tulpenweg im Bad Friedrichshaller Stadtteil Kochendorf nördlich des Kochers, rund 500 Meter von der Stadtmitte entfernt. Direkt nordwestlich grenzt das Pfarramt St. Barbara sowie das Gemeindezentrum mit katholischem Kindergarten an. Im Südwesten befindet sich in direkter Nachbarschaft zur Kirche das evangelische Pfarramt Kochendorf II und der evangelische Kindergarten mit Gemeindesaal.

## Geschichte
Nachdem die Dreifaltigkeitskirche südlich des Kochers für die wachsende katholische Gemeinde Kochendorfs zu klein geworden ist, wurde bis 1972 die über 400 Sitzplätze verfügende Kirche St. Barbara innerhalb eines Jahres in Fertigbauweise errichtet. Zur Ausführung kam der Entwurf Typ Frank des Architekten Wilhelm Frank aus Herrenberg, der 1964 bis 1975 bei insgesamt 26 Kirchenneubauten in der Diözese Rottenburg-Stuttgart gewählt wurde. Am Sonntag, den 24. September 1972 wurde die neue Kirche von Weihbischof Anton Herre geweiht. Bischof Carl Joseph Leiprecht ernannte sie anstelle der 1950 erbauten Dreifaltigkeitskirche zur neuen katholischen Pfarrkirche Kochendorfs, wodurch sich der Name der Kirchengemeinde Zur Allerheiligsten Dreifaltigkeit in St. Barbara geändert hat. Seit 1984 steht die Kirche auch den evangelischen Christen Kochendorfs zur Verfügung. Im selben Jahr wurde das evangelische Pfarrhaus südwestlich der Kirche fertiggestellt.
Im Mai 2008 wurde das direkt an Kirche, Pfarrhaus und katholischen Kindergarten angrenzende Gemeindehaus eingeweiht und damit das Gemeindezentrum vollendet.
Kirchenpatronin ist die Hl. Barbara, die auch Schutzpatronin der Bergleute ist. Alle zwei Jahre ziehen die Bergleute der Bad Friedrichshaller und Heilbronner Salzbergwerke am Barbaratag, dem 4. Dezember, in ihrer Bergmannstracht vom Salzbergwerk Bad Friedrichshall zum Gottesdienst in der Barbarakirche.
In St. Barbara finden Vorabendmessen und Werktagsmessen statt. Sonntagvormittags und an Festtagen werden regelmäßig evangelische Gottesdienste abgehalten, sonntagnachmittags ein ökumenisches Friedensgebet. Monatlich feiert die Italienischsprachige Katholische Gemeinde Heilbronn-Böckingen Messen in italienischer Sprache. Jährlich zum Fest der Verklärung des Herrn am 6. August findet in der Kirche die ewige Anbetung statt.
Die Fertigbaukirche des Typ Frank sieht aus wie ein Zelt und soll auf die vierzig Jahre Wüstenwanderung des Volkes Israel hinweisen, als Jahwe mit seinem Volk in einem Zelt mitzog. Charakteristisch für den geosteten Kirchenbau sind das tief heruntergezogene Dach und die durch sichtbare Stahlbetonbinder gegliederten Wandflächen.

## Ausstattung

### Glasfenster
Seit einer Renovierung in den Jahren 1998 bis 2002 verfügt die Kirche über künstlerische Glasfenster von Hans Schreiner.

### Kiliansaltar
Die Kirche beherbergt einen bedeutenden Kiliansaltar. Der Schnitzaltar befand sich vor dem Bau der Barbarakirche längere Zeit in der Friedhofskapelle in Bad Friedrichshall-Hagenbach, sein ursprünglicher Standort ist unbekannt. Im rechteckigen Mittelschrein befinden sich geschnitzte und farbig gefasste Reliefdarstellungen des hl. Kilian, in Bischofstracht mit Schwert und Krummstab, und seiner zwei Begleiter Kolonat und Tothnan, beide mit Mönchstonsur, Märtyrerpalme und Buch als Attribut, unter sich überkreuzenden Segmentbögen mit Rankenverzierung. Der linke Flügel zeigt das Martyrium des heiligen Sebastian: dieser ist nackt an einen Baum gefesselt und von Pfeilen durchbohrt. Auf dem rechten Flügel ist der heilige Antonius stehend dargestellt, welcher eine Mütze trägt, in der Rechten ein Buch und in der Linken ein Kreuz hält. Beide Heiligenfiguren auf den Flügeln tragen Heiligenscheine.
Der Schrein wird dem Meister des Schwaigerner Marienaltars aus der Zeit um 1525 zugeschrieben. Die seitlich montierten Flügel, die mit Darstellungen der Heiligen Sebastian und Antonius bemalt sind, haben geringere Abmessungen als eine Schreinhälfte und stammen daher vermutlich von einem anderen Altar. Für die Malerei auf den Flügeln kommt eventuell ein Geselle des Meisters des Wimpfener Vesperbildaltars, ebenfalls aus der Zeit um 1525, in Frage.
Über dem Kiliansaltar befindet sich ein barockes Kruzifix.

### Heiligenfiguren
In der Barbarakirche befinden sich zahlreiche weitere Heiligenfiguren. Diese sind:
- Hl. Nepomuk, Öl auf Leinwand (1760)
- Madonna auf Weltkugel, Barock (1750)
- Hl. Barbara, Barock
- Hl. Joachim, Barock (1750)
- Hl. Anna, Barock
- Hl. Sebastian, Barock

### Kreuzweg
Seit Februar 2012 befindet sich an der Südwand der Kirche ein von der Untergriesheimer Künstlerin Hildegard Peuser (1939–2018) passend zu den Farben der Glasfenster gestalteter Kreuzweg, der auf 14 Aquarellbildern den Leidensweg Jesu darstellt.